# Palazzo Tornabuoni
Palazzo Tornabuoni, ou Palazzo Corsi-Tornabuoni, é um palácio de Florença que se encontra na Via dei Tornabuoni.

## História

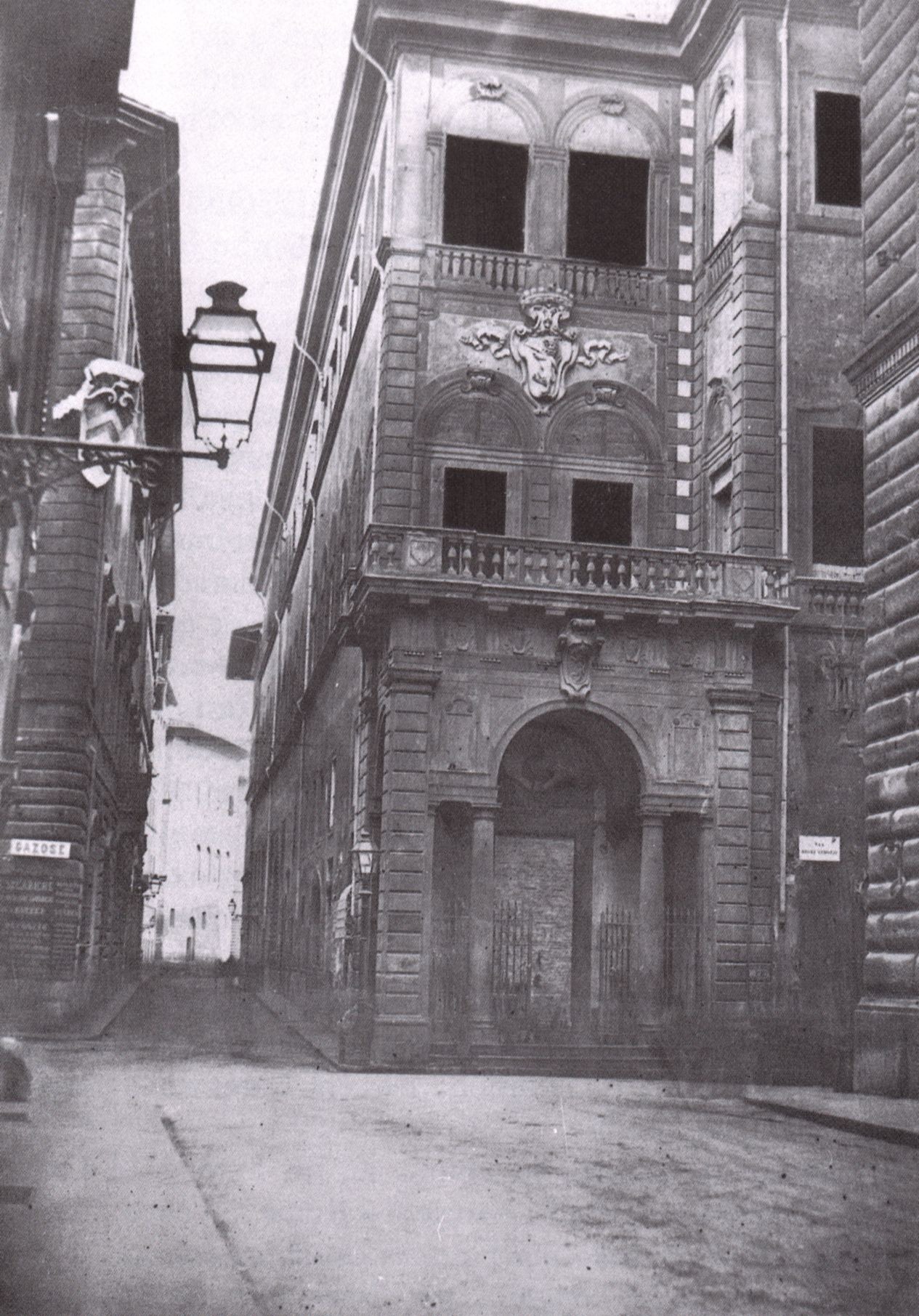
O Palazzo Tornabuoni antes de 1857, quando foi parcialmente destruído.

O palácio pertenceu aos Tornaquinci, família que, no século XV, alterou o apelido para Tornabuoni de forma a poder participar nos serviços públicos. O edifício foi construído por Giovanni Tornabuoni em meados do século XV, incorporando numerosos outros edifícios, segundo um desenho de Michelozzo. Os Tornabuoni eram aparentados com os Medici (a mãe de Lourenço o Magnífico era Lucrezia Tornabuoni) e, como aqueles, foram mecenas de artistas (como com Domenico Ghirlandaio para a Cappella Tornabuoni em Santa Maria Novella) e apaixonados coleccionadores de objectos de valor, mobílias, esculturas, obras pictóricas e livros raros.
Em 1563 o seu palácio foi vendido a Lorenzo di Piero Ridolfi, o qual o cedeu mais tarde a Alessandro de Medici, Arcebispo de Florença e futuro Papa Leão XI.
No final do século XVI, o palácio chega à posse da família Corsi. O Marquês Jacopo Corsi, que amava a música, reuniu aqui a primeira "Accademia di Musica" de Florença. Aqui nasce, em 1594, o melodrama italiano com a primeira representação de La favola di Dafne (A fábula de Dafne), segundo libreto de Ottavio Rinuccini, como recorda uma lápide colocada na Via dei Corsi. 

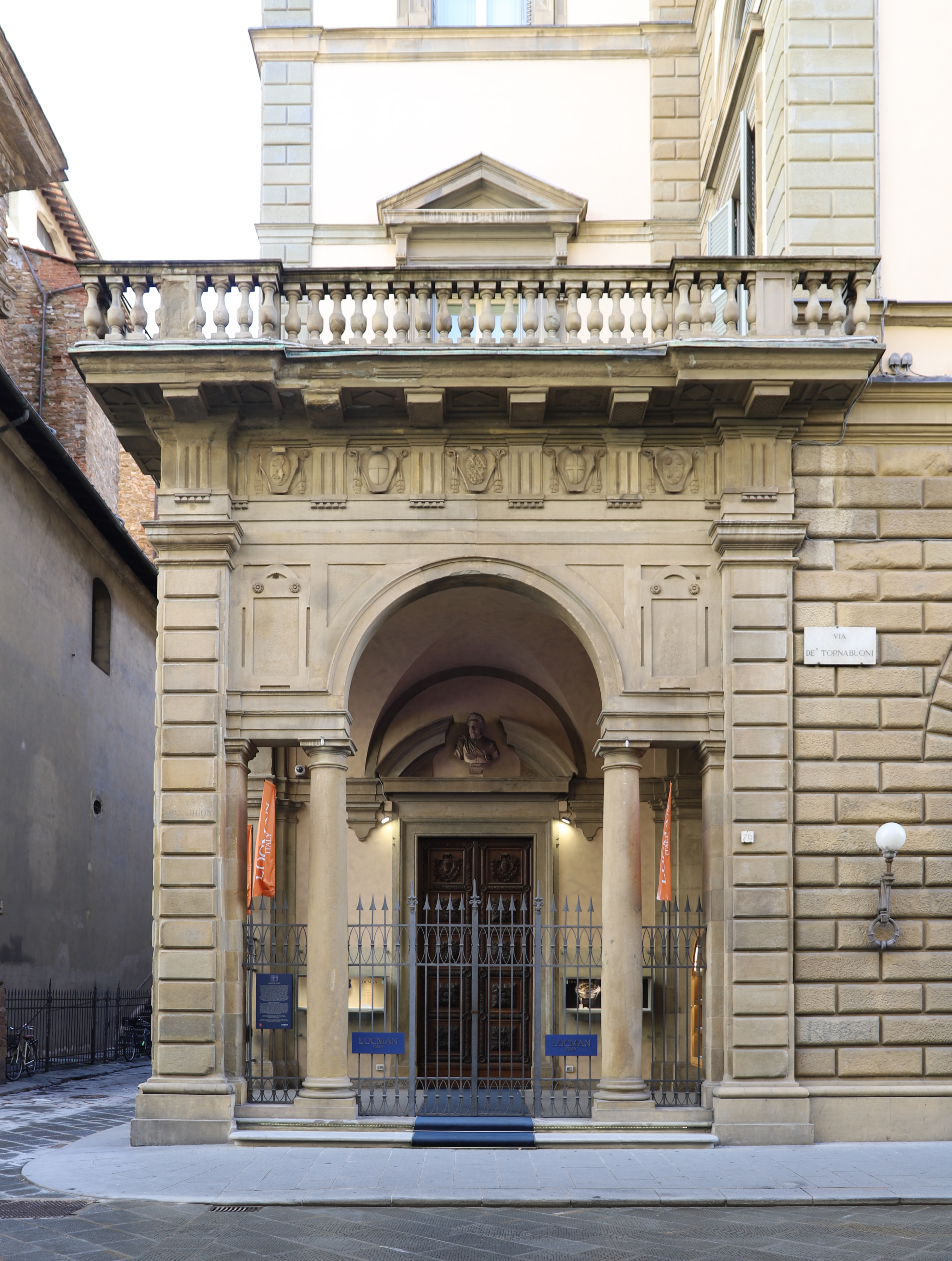
A Loggia do Cigoli.

Naquele período o palácio foi reestruturado por Ludovico Cigoli, que também realizou a loggetta situada antigamente na esquina sudoeste, onde estava situada a loggia da confraria dos Tornaquinci. Em 1736, o arquitecto Francesco Ruggieri reunificou a fachada e a loggia, redesenhando também a frontaria para na Via Strozzi.
Quando, entre 1857 e 1867, se procedeu ao alargamento da Via Tornabuoni, o arquitecto Telemaco Buonaiuti rasgou a rua cortando uma fatia considerável do palácio michelozziano, salvando somente a loggetta dórica, que foi transportada para a esquina noroeste, na Via dei Corsi, frente à Chiesa dei Santi Michele e Gaetano. A fachada foi refeita, alterando o número de eixos e abrindo no piso térreo uma série de lojas para as actividades comerciais.
O palácio permaneceu na posse dos Corsi até 1894, sendo então vendido, dispersando os mobiliários e a quadraria, a Maria Arconati Visconti e entrando de seguida na propriedade da Banca Commerciale, a qual, em 1924, empreendeu numerosos trabalhos de forma a adequar o edifício a sede da instituição de crédito, nem sempre tendo em conta o que já existia. Foram concluídos outros restauros em 1990 e entre 2005 e 2008 deu-se um vasto projecto de recuperação por obra dos arquitectos florentinos Noferi e Locorotondo. No final dos trabalhos foi aberto um restaurante no pátio.

## Arquitectura
O fachada original de Michelozzo era composta por dezoito eixos com janelas arcadas em dois pisos sobrepostos, que compunham uma extensão de cheios e vazios nunca vista até então.

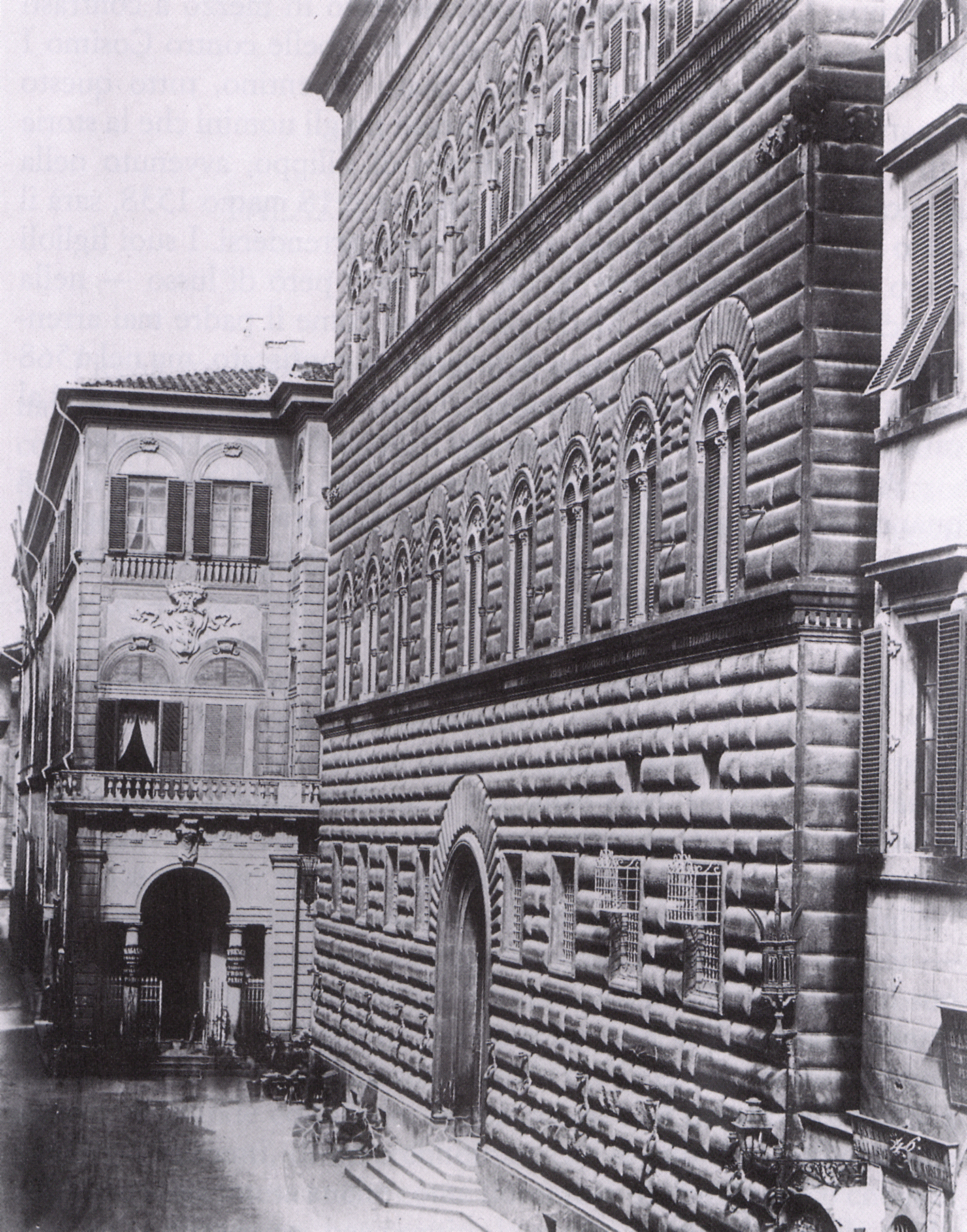
O palácio antes da demolição, com a loggia ainda à frente do Palazzo Strozzi (à direita).
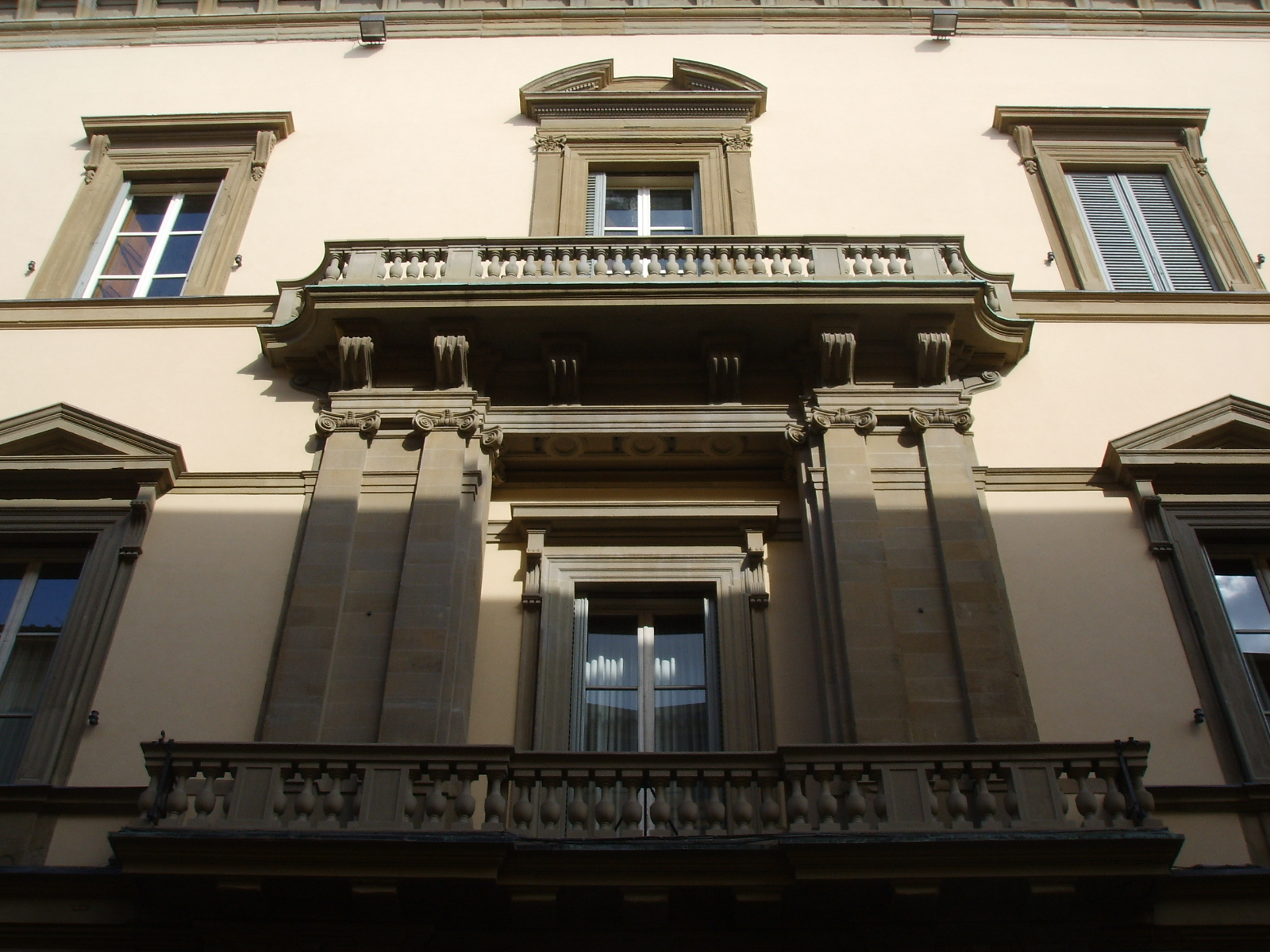
O terraço no primeiro andar
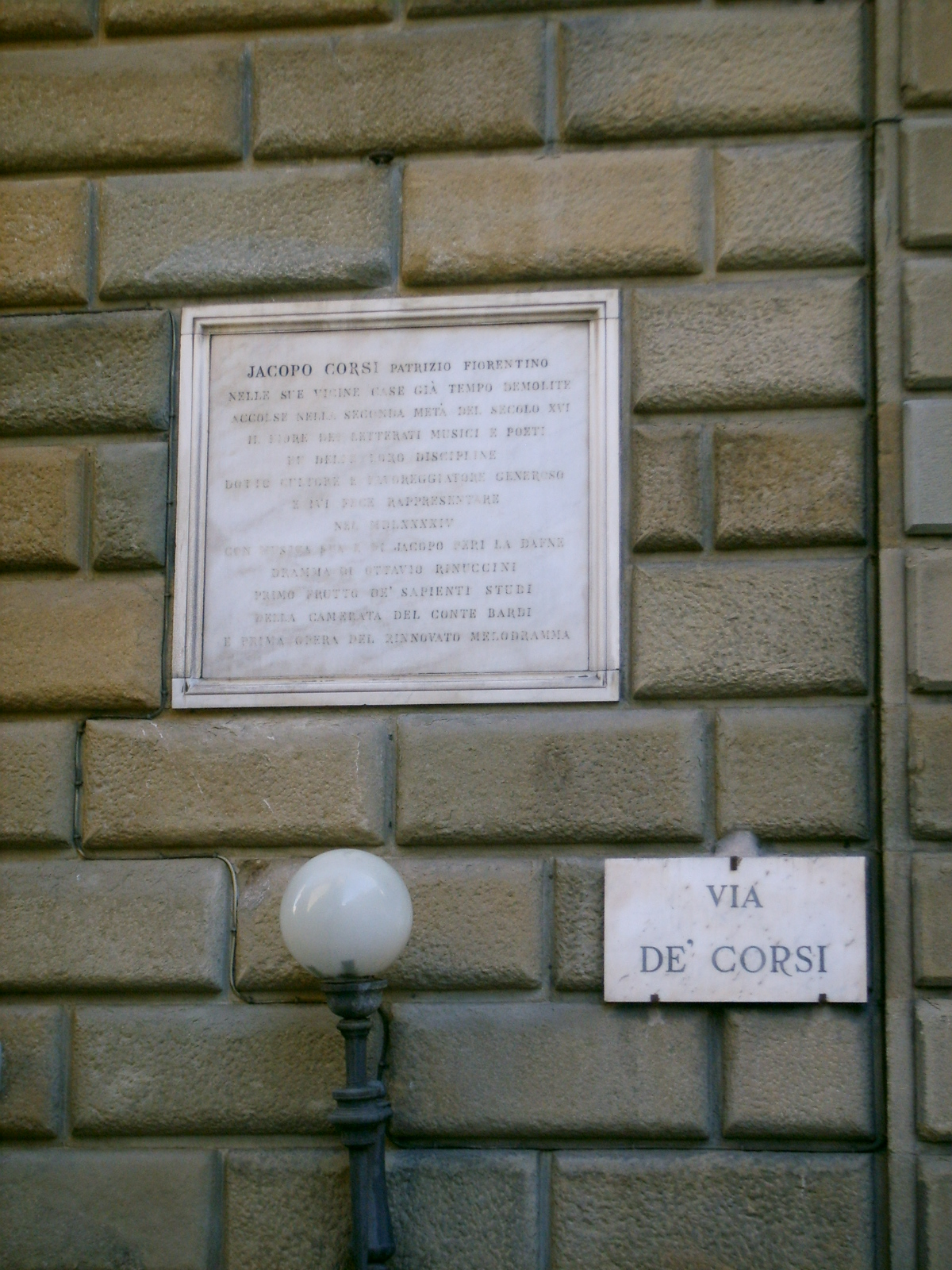
Placa
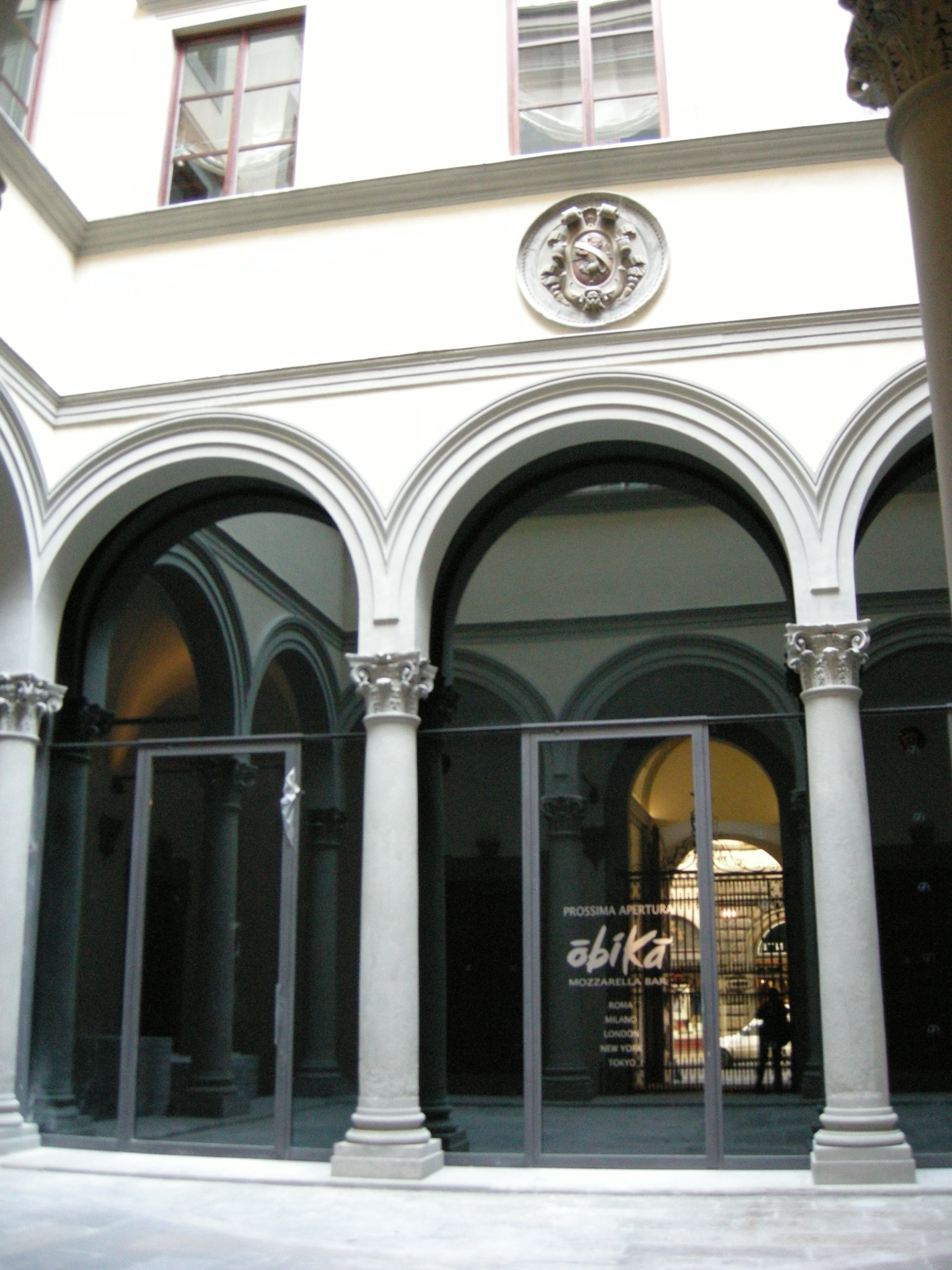
O pátio